# Mogán

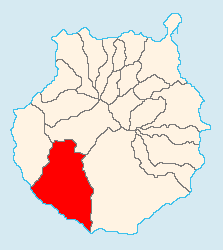
Poloha na ostrově Gran Canaria

Mogán je obec na jihozápadě španělského ostrova Gran Canaria, náležícího do kanárské provincie Las Palmas.
Obec se táhne osídleným údolím k jeho ústí, kde leží přístav Puerto de Mogán. K 1. lednu 2018 žilo v obci 19 657 občanů, z toho 6 645 cizinců (33,8 %). V roce 2015 byl počet obyvatel 23 491 (z toho cizinců 10 769 – 45,8 %). V roce 2010 to bylo 22 600 obyvatel, dvojnásobek oproti roku 1996. V obci nyní žije přibližně 21 tisíc obyvatel.

## Puerto de Mogán

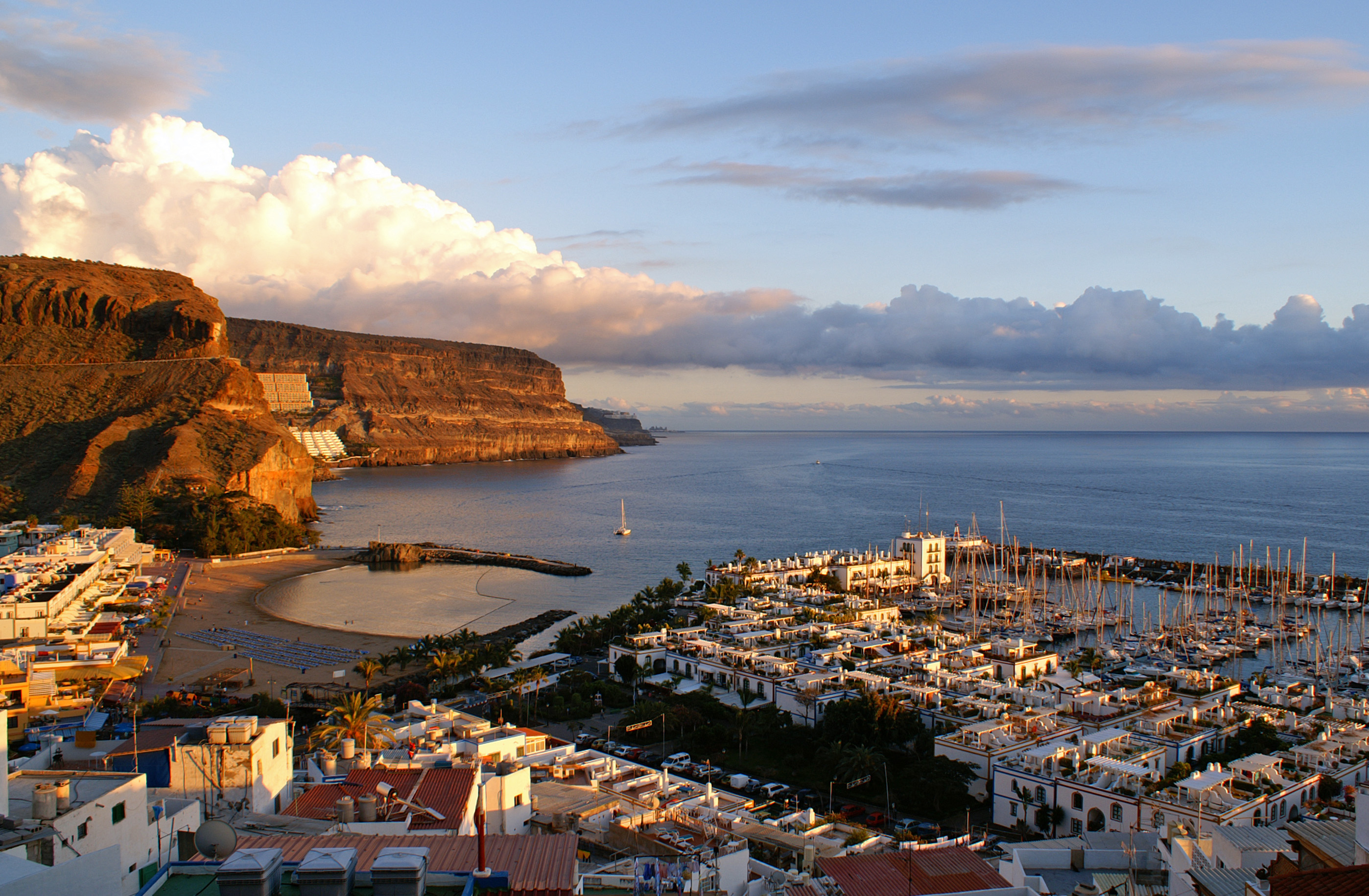
Puerto de Mogán

Typickým znakem městečka jsou malebné městské domy obrostlé bugenviliemi a úzké uličky.
Do staré zástavby Puerta de Mogán není možné vjet autem, díky čemuž si zachovává tradiční kanárský ráz.
V přístavišti i přilehlých uličkách je mnoho restaurací, převážně kontinentálního stylu. Tyto restaurace provozují většinou přistěhovalci z Evropy (Angličané, Skandinávci, Němci).
V přístavišti kotví své lodě a jachty hlavně bohatí Evropané.
Atrakcí pro turisty je například půlhodinový výlet ponorkou, která odveze zájemce k nedalekému vraku lodi. Každý pátek se konají v centru městečka oblíbené trhy.